# Sant Sepulcre de Palera
El Sant Sepulcre de Palera és un monestir del municipi de Beuda, a la comarca catalana de la Garrotxa. Cal no confondre'l amb l'església de Santa Maria de Palera, ben a prop.

## Història

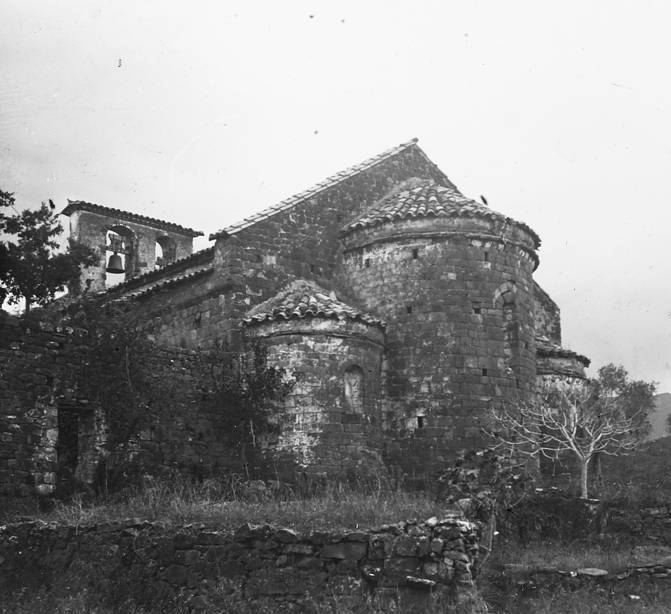
El monestir en una imatge de 1920

El priorat benedictí va ser consagrat pel bisbe de Girona Berenguer Guifré l'any 1085, amb l'assistència dels també bisbes de Barcelona, Carcassona, Albi i Elna. L'any 1107 va passar a dependre del monestir de Santa Maria de la Grassa, fins a mitjan segle XVI. A partir de llavors, va comptar amb priors de monestirs com el de Besalú, Banyoles i Ripoll. Es va constituir com un gran centre de pelegrinatge, ja que es podien aconseguir indulgències com les que s'obtenien per visitar Terra Santa. La introducció de la devoció de Sant Domènec, que tenia dedicat ja un altar a l'església en el segle XVI, feu que fos conegut com a Sant Domènec de Palera. En 1936 el temple fou profanat i desaparegueren diverses figures i parts de retaules.

## Arquitectura
Se'n conserva l'església i algunes dependències monacals; del claustre solament queden dos arcs i restes de capitells llaurats amb ocells i figures humanes, en bastant mal estat.
L'església, romànica del segle xi, és de tipus basilical amb tres naus, amb capçalera de tres absis semicirculars, llisos i sense creuer. A la nau central, la volta és de canó i en les laterals de quart de cercle, separades per dos pilars de planta rectangular per banda. Cada un dels absis té una finestra central de doble esqueixada i cornisa.
A l'exterior, es continua amb la mateixa austeritat interior, no hi ha cap mena d'adorn. A la façana principal, la porta està construïda amb arc de mig punt, té quatre finestres i un petit òcul, rematada amb un campanar de cadireta amb dos ulls.